# Phyllospadix
Phyllospadix es un género de plantas acuáticas perteneciente a la familia Zosteraceae. Comprende seis especies.

## Especies seleccionadas
- Phyllospadix iwatensis
- Phyllospadix japonicus
- Phylospadix juzepczukii
- Phyllospadix scouleri
- Phyllospadix serrulatus
- Phyllospadix torreyi